# Congé de maternité
Le congé maternité est une période de congé rémunérée prévue par la loi dans certains pays pour les salariées enceintes ou amenées à accoucher. 

## Congé de maternité dans le monde
L'Organisation internationale du travail recommande une durée totale du congé maternité minimum de 14 semaines et la mise en place d'une prestation de congés maternité suffisante pour assurer un niveau de vie convenable.
Malgré ces recommandations, plusieurs pays notamment les États-Unis n'accordent aucun congé maternité.

### Congé de maternité en Inde
Selon le Code de la sécurité sociale, 2020, la durée du congé de maternité payé à 100% disponible pour les salariées est de 26 semaines. Cette prestation pourrait être utilisée par les femmes pour une période allant jusqu'à un maximum de 8 semaines avant la date prévue de l'accouchement et le temps restant peut être utilisé après l'accouchement. Pour les femmes qui ont au moins 2 enfants survivants, la durée du congé de maternité payé est de 12 semaines (c'est-à-dire 6 semaines avant et 6 semaines après la date prévue de l'accouchement). Un congé de maternité de 12 semaines doit être mis à la disposition des mères adoptant un enfant de moins de trois mois à compter de la date de l’adoption ainsi qu’aux «commissionnaires». La mère commanditaire a été définie comme une mère biologique qui utilise son œuf pour créer un embryon planté chez une autre femme. La loi indienne rend la crèche obligatoire pour chaque établissement employant 50 employés ou plus. Les employées seraient autorisées à visiter la crèche 4 fois par jour (y compris les intervalles de repos).Les employeurs doivent obligatoirement informer les femmes des prestations de maternité qui leur sont offertes au moment de leur nomination.

## Congé maternité en Europe
| Pays                  | Durée                                                                      | Montant de sa rémunération                                       |
| --------------------- | -------------------------------------------------------------------------- | ---------------------------------------------------------------- |
| Allemagne             | 14 semaines                                                                | 100 % du salaire                                                 |
| Autriche              | 16 semaines                                                                | 100 % du salaire                                                 |
| Belgique              | 15 semaines                                                                | 82 % du salaire le 1er mois puis 75 %                            |
| Bulgarie              | environ 58 semaines (410 jours)                                            | 90 % du salaire                                                  |
| Chypre                | 18 semaines                                                                | 72 % du salaire                                                  |
| Danemark              | 18 semaines                                                                | 100 % du salaire                                                 |
| Espagne               | 16 semaines                                                                | 100 % du salaire                                                 |
| Estonie               | 20 semaines                                                                | 100 % du salaire                                                 |
| Finlande              | 21 semaines (105 jours ouvrables)                                          | 90 % du salaire pendant 56 jours, 70 % à partir du 57e           |
| France                | 16 semaines                                                                | 100 % du salaire limité à 89,03 € par jour                       |
| Grèce                 | 17 semaines                                                                | 47,47 €/jour à 66,46 €/jour                                      |
| Hongrie               | 24 semaines                                                                | 70 % du salaire                                                  |
| Irlande               | 26 semaines                                                                | minimum de 230 €/semaine                                         |
| Italie                | 4 à 6 mois                                                                 | 80 % du salaire                                                  |
| Lettonie              | 16 à 20 semaines                                                           | 80 % du salaire                                                  |
| Lituanie              | 18 à 20 semaines                                                           | 100 % du salaire                                                 |
| Luxembourg            | 16 à 20 semaines                                                           | 100 % du salaire                                                 |
| Malte                 | 14 semaines                                                                | 160 €/semaine pendant quatre semaines                            |
| Pays- Bas             | 16 semaines                                                                | 100 % du salaire                                                 |
| Pologne               | 20 à 37 semaines (naissances multiples)                                    | 100 % du salaire                                                 |
| Portugal              | 17 à 25 semaines (plus 30 jours par enfant en cas de naissances multiples) | 80 % à 100 % du salaire                                          |
| République Tchèque    | 28 à 37 semaines (naissances multiples)                                    | 70 % du salaire                                                  |
| Roumanie              | environ 17 semaines (120 jours)                                            | 85 % du salaire                                                  |
| Royaume- Uni          | 39 semaines maximum                                                        | 90 % du salaire les six premières semaines puis 139,58 £/semaine |
| Slovaquie             | 34 à 43 semaines (naissances multiples)                                    | 65 % du salaire                                                  |
| Slovénie              | 15 semaines                                                                | 100 % du salaire                                                 |
| Suède                 | 75 semaines                                                                | 80 % du salaire                                                  |
| Suisse                | 14 semaines                                                                | 80 % du salaire, mais au maximum 196 CHF/jour                    |
| Les congés en Asie    |                                                                            |                                                                  |
| Chine                 | 24 semaines soit 6 mois                                                    | 100% de salaire                                                  |
| Les congés en Afrique |                                                                            |                                                                  |
| Burkina Faso          | 12 semaines soit 3 mois                                                    | 100% de salaire en public                                        |

La directive 92/85/CEE du 19 octobre 1992 fixe à 14 semaines la durée minimale du congé de maternité.
Le 20 octobre 2010, le Parlement Européen s'est prononcé pour l'allongement du congé maternité à un minimum de 20 semaines indemnisées à 100 %.
Cette position a été critiquée pour les raisons suivantes :
- la France et la Grande-Bretagne avancent les coûts importants qu'entraîneraient le financement de cette mesure[10] ;
- crainte que la mise en place d'un congé maternité trop long coupe les femmes du monde du travail[11],
- les opposants aux textes l'accusent de cantonner la femme au soin des enfants et demandent à mieux répartir les congés entre le père et la mère[10].

### Congé de maternité en France
Le congé de maternité voit le jour en France en 1909, la loi accorde alors un congé de 8 semaines mais ne prévoit pas de rémunération. Les institutrices obtiennent les premières en 1910, la rémunération de leur congé maternité à 100 %. Mais il faudra attendre 1929 pour que ces dispositions soient étendues à l'ensemble des fonctionnaires, puis 1970 pour que ces dispositions soient étendues à l'ensemble des salariées.
D'une durée de 14 semaines depuis 1946, le congé maternité est porté à 16 semaines par la loi du 17 juillet 1980. Il donne droit à une indemnité de 100 % du salaire, mais plafonnée. La durée du congé maternité est également fonction du nombre d'enfants déjà à charge ou du nombre d'enfants attendus. Par exemple, si une femme a deux enfants, son congé de maternité peut aller jusqu'à 26 semaines, ou encore, si une femme est enceinte de jumeaux, le congé peut atteindre 34 semaines et 46 semaines à partir de triplés.
Les femmes salariées peuvent réduire la durée de leur congé maternité ; il est toutefois obligatoire de prendre au moins 8 semaines dont 6 après l'accouchement. 
En février 2017, l'Assemblée nationale vote un amendement proposé par Marie-George Buffet pour porter la durée du congé de maternité à 18 semaines contre l'avis du gouvernement. La suspension de la session parlementaire en raison des élections présidentielles et législatives fait que le texte ne reviendra que de nombreux mois plus tard devant de nouveaux députés.

### Congé de maternité en Suisse
Les congés légaux de 14 semaines sont prévus pour être pris intégralement après l'accouchement, avec un minimum obligatoire de 8 semaines. En cas de travaux dangereux, des congés peuvent être pris avant l'accouchement si un aménagement du poste ne peut être proposé ; la durée des indemnités en résultant dépend de l'ancienneté. Ces secondes règles ne s'appliquent pas aux salariées des exploitations agricoles, transports publics, ménages privés, et travailleuses à domicile,.